# 尾関忠雄
尾関　忠雄（おぜき　ただお、1946年11月生 - ）は、日本の作家。教育者。愛知県一宮市出身。現在、尾関学園副理事長、美里幼稚園長、中京大学非常勤講師を務めている。

## 学歴
- 1970年　愛知大学文学部哲学科卒業。
- 1972年　龍谷大学大学院文学研究科哲学専攻修士課程修了。

## 経歴
- 1991年　尾関学園高等学校（現、誉高等学校）校長。
- 1997年　校長を辞任。
- 現在、尾関学園副理事長、尾関学園美里幼稚園長、中京大学非常勤講師（ドイツ語）、全作家協会理事、中部ペンクラブ理事を務めている。

## 著書
- 「地獄自説」　短編集　　風媒社
- 「夢の王国」　短編集　　風媒社
- 「なにゆえの大河のうたなのか」  詩集　宇宙詩人社
- 「尾関忠雄文学全集」（全7巻）　全集　風媒社　2003年
- 「太陽の王子さま」　童話集　風媒社　2008年